# Eduardo Nilton Agra Galvão
Eduardo Nilton Agra Galvão, également connu sous le nom de Eduardo Agra, né le 31 juillet 1956, à Recife, au Brésil, est un ancien joueur brésilien de basket-ball.

## Palmarès
- 3e du championnat du monde 1978
- Coupe intercontinentale 1979